# Scaphobaeocera simplex
Espèce
Scaphobaeocera simplex est une espèce de coléoptères de la famille des Staphylinidae et de la sous-famille des Scaphidiinae.

## Répartition et habitat
Cette espèce est décrite de Chine.